# Pierre Brambilla
Pierre Brambilla (Villarbeney, Suïssa, 12 de maig de 1919 - Saint Martin-le-Vinoux, 13 de febrer de 1984) va ser un ciclista italià que es nacionalitzà francès el 9 de setembre de 1949. Fou professional entre 1939 i 1952.
Anomenat la Brambille entre els seus companys, els seus èxits més importants foren una victòria d'etapa a la Volta a Espanya de 1942 i la classificació general del Gran Premi de la Muntanya del Tour de França de 1947. En aquesta edició finalitzà va liderar la cursa durant dues etapes i finalitzà en la tercera posició final.

## Palmarès
- 1939
  - 1r de la Grenoble-Lió-Grenoble i vencedor d'una etapa
- 1941
  - 1r del Critèrium del Centre, a Montluçon
- 1942
  - Vencedor d'una etapa a la Volta a Espanya
  - Vencedor d'una etapa dels 4 Dies del Douphinée
  - Vencedor d'una etapa al Circuit de les Viles d'aigua d'Alvèrnia
  - Vencedor del Gran Premi de la Muntanya al Circuit de França
- 1943
  - 1r del Gran Premi de l'Alta Savoia
  - 1r del Gran Premi d'Espéraza
  - 1r del Gran Premi de Midi, a Carcassona
  - 1r del Gran Premi de Perpinyà
  - 1r del Gran Premi del Circuit del Mont Ventor
  - 1r de la Cursa del Mont Chauve
- 1945
  - 1r a l'Annecy-Grenoble-Annecy
- 1946
  - 1r del Tour de l'Oest
- 1947
  - 1r de la París-Clermont Ferrand
  - Vencedor del Gran Premi de la Muntanya al Tour de França
- 1950
  - Vencedor d'una etapa del Circuit de la Costa d'Or

### Resultats al Tour de França
- 1947. 3r de la classificació general. Portà el mallot groc durant 2 etapes. 1r del Gran Premi de la Muntanya
- 1948. Abandona (13a etapa)
- 1949. 26è de la classificació general
- 1950. 11è de la classificació general
- 1951. 36è de la classificació general

### Resultats a la Volta a Espanya
- 1942. 17è de la classificació general. Vencedor d'una etapa